# Ignace Leybach
Ignace Leybach (Gambsheim, Alsacia, 17 de juliol de 1817 - Tolosa, Llenguadoc, 23 de maig de 1891) fou un compositor i professor de música francès)
Fou deixeble de dos músics distingits d'Estrasburg; amb Philippe Hoerter estudià el contrapunt i l'harmonia, i amb Joseph Wackenthaler, organista de la catedral, l'orgue; després va rebre lliçons de piano de Johann Peter Pixis, Friedrich Kalkbrenner i Chopin. El 1844 aconseguí per concurs la plaça d'organista de la catedral de Tolosa, que conservà fins a la mort.
Entre França i l'estranger va publicar més de 200 composicions, entre elles:
- 24 fragments per a piano.
- Fantasia sobre motius de, Puritani,
- Fantasia sobre motius de la Sonambula,
- Fantasia sobre motius de Norma.
- Fantasia sobre motius de La flauta màgica.
- Fantasia sobre motius de Guillem Tell.
- Fantasia sobre motius de Faust.
- Fantasia sobre motius de Don Giovanni.
- Transcripcions per a piano d'Ana Bord du Gange, de Mendelssohn.
- Mandolinata, etc.
- Méthode théorique et practique pour l'harmonium, amb 53 fragments diversos.
- L'organiste practique, etc.